# Championnat d'Europe féminin de volley-ball des moins de 18 ans 1995
Navigation
Banská Bystrica 1997
Le 1er championnat d'Europe de volley-ball féminin des moins de 18 ans s'est déroulé du 11 au 16 avril 1995 à Barcelone (Espagne).

## Composition des groupes
| Poule 1                                             | Poule 2                                         |
| --------------------------------------------------- | ----------------------------------------------- |
| Site : Barcelone Espagne Lettonie Slovaquie Ukraine | Site : Barcelone Bulgarie Italie Pologne Russie |

## Tour préliminaire

### Poule 1
| No | Équipe    | Points | Matches | Matches | Matches | Sets | Sets   | Sets  | Points | Points | Points |
| No | Équipe    | Points | joués   | gagnés  | perdus  | pour | contre | Ratio | pour   | contre | Ratio  |
| -- | --------- | ------ | ------- | ------- | ------- | ---- | ------ | ----- | ------ | ------ | ------ |
| 1  | Slovaquie | 5      | 3       | 2       | 1       | 6    | 5      | 1.200 | 147    | 136    | 1.081  |
| 2  | Ukraine   | 5      | 3       | 2       | 1       | 7    | 6      | 1.167 | 169    | 167    | 1.012  |
| 3  | Lettonie  | 4      | 3       | 1       | 2       | 6    | 6      | 1.000 | 142    | 157    | 0.904  |
| 4  | Espagne   | 4      | 3       | 1       | 2       | 5    | 7      | 0.714 | 155    | 153    | 1.013  |

### Poule 2
| No | Équipe   | Points | Matches | Matches | Matches | Sets | Sets   | Sets  | Points | Points | Points |
| No | Équipe   | Points | joués   | gagnés  | perdus  | pour | contre | Ratio | pour   | contre | Ratio  |
| -- | -------- | ------ | ------- | ------- | ------- | ---- | ------ | ----- | ------ | ------ | ------ |
| 1  | Italie   | 6      | 3       | 3       | 0       | 9    | 2      | 4.500 | 161    | 86     | 1.872  |
| 2  | Russie   | 5      | 3       | 2       | 1       | 7    | 4      | 1.750 | 147    | 117    | 1.256  |
| 3  | Pologne  | 4      | 3       | 1       | 2       | 4    | 7      | 0.571 | 105    | 139    | 0.755  |
| 4  | Bulgarie | 3      | 3       | 0       | 3       | 2    | 9      | 0.222 | 84     | 155    | 0.542  |

## Phase finale

### Classement 5-8
|  | Tour de classement                                | Tour de classement                                |          |   | 5e place                              | 5e place                              |
|  | Tour de classement                                | Tour de classement                                |          |   | 5e place                              | 5e place                              |
|  |                                                   |                                                   |          |   |                                       |                                       |
|  | Barcelone, 15-04-03 (8:15 5:15 15:13 15:10 17:15) | Barcelone, 15-04-03 (8:15 5:15 15:13 15:10 17:15) |          |   | Barcelone, 16-04-03 (15:13 15:3 15:5) | Barcelone, 16-04-03 (15:13 15:3 15:5) |
|  | Barcelone, 15-04-03 (8:15 5:15 15:13 15:10 17:15) | Barcelone, 15-04-03 (8:15 5:15 15:13 15:10 17:15) |          |   | Barcelone, 16-04-03 (15:13 15:3 15:5) | Barcelone, 16-04-03 (15:13 15:3 15:5) |
|  | Lettonie                                          | 3                                                 |          |   | Barcelone, 16-04-03 (15:13 15:3 15:5) | Barcelone, 16-04-03 (15:13 15:3 15:5) |
|  | Lettonie                                          | 3                                                 |          |   | Barcelone, 16-04-03 (15:13 15:3 15:5) | Barcelone, 16-04-03 (15:13 15:3 15:5) |
|  | Bulgarie                                          | 2                                                 |          |   | Barcelone, 16-04-03 (15:13 15:3 15:5) | Barcelone, 16-04-03 (15:13 15:3 15:5) |
|  | Bulgarie                                          | 2                                                 | Lettonie | 3 |                                       |                                       |
|  | Barcelone, 15-04-03 (16:14 9:15 6:15:6 12:15)     |                                                   | Lettonie | 3 |                                       |                                       |
|  |                                                   | Pologne                                           | 0        |   |                                       |                                       |
|  | Espagne                                           | Pologne                                           | 0        | 1 |                                       |                                       |
|  | Espagne                                           |                                                   |          | 1 |                                       |                                       |
|  | Pologne                                           | 3                                                 |          |   |                                       |                                       |
|  | Pologne                                           | 3                                                 | 7e place |   |                                       |                                       |
|  |                                                   |                                                   |          |   |                                       |                                       |
|  | Barcelone, 16-04-03 (13:15 15:11 15:7 10:15 15:7) |                                                   |          |   |                                       |                                       |
|  |                                                   |                                                   |          |   |                                       |                                       |
|  | Bulgarie                                          | 3                                                 |          |   |                                       |                                       |
|  | Bulgarie                                          | 3                                                 |          |   |                                       |                                       |
|  | Espagne                                           | 2                                                 |          |   |                                       |                                       |
|  | Espagne                                           | 2                                                 |          |   |                                       |                                       |

### Classement 1-4
|  | Demi-finales                                       | Demi-finales                         |                        |   | Finale                                 | Finale                                 |
|  | Demi-finales                                       | Demi-finales                         |                        |   | Finale                                 | Finale                                 |
|  |                                                    |                                      |                        |   |                                        |                                        |
|  | Barcelone, 15-04-03 (4:15 6:15 4:15)               | Barcelone, 15-04-03 (4:15 6:15 4:15) |                        |   | Barcelone, 16-04-03 (8:15 10:15 11:15) | Barcelone, 16-04-03 (8:15 10:15 11:15) |
|  | Barcelone, 15-04-03 (4:15 6:15 4:15)               | Barcelone, 15-04-03 (4:15 6:15 4:15) |                        |   | Barcelone, 16-04-03 (8:15 10:15 11:15) | Barcelone, 16-04-03 (8:15 10:15 11:15) |
|  | Slovaquie                                          | 0                                    |                        |   | Barcelone, 16-04-03 (8:15 10:15 11:15) | Barcelone, 16-04-03 (8:15 10:15 11:15) |
|  | Slovaquie                                          | 0                                    |                        |   | Barcelone, 16-04-03 (8:15 10:15 11:15) | Barcelone, 16-04-03 (8:15 10:15 11:15) |
|  | Russie                                             | 3                                    |                        |   | Barcelone, 16-04-03 (8:15 10:15 11:15) | Barcelone, 16-04-03 (8:15 10:15 11:15) |
|  | Russie                                             | 3                                    | Russie                 | 0 |                                        |                                        |
|  | Barcelone, 15-04-03 (14:16 9:15 4:15)              |                                      | Russie                 | 0 |                                        |                                        |
|  |                                                    | Italie                               | 3                      |   |                                        |                                        |
|  | Ukraine                                            | Italie                               | 3                      | 0 |                                        |                                        |
|  | Ukraine                                            |                                      |                        | 0 |                                        |                                        |
|  | Italie                                             | 3                                    |                        |   |                                        |                                        |
|  | Italie                                             | 3                                    | Match pour la 3e place |   |                                        |                                        |
|  |                                                    |                                      |                        |   |                                        |                                        |
|  | Barcelone, 16-04-03 (16:17 15:3 14:16 15:12 15:12) |                                      |                        |   |                                        |                                        |
|  |                                                    |                                      |                        |   |                                        |                                        |
|  | Slovaquie                                          | 3                                    |                        |   |                                        |                                        |
|  | Slovaquie                                          | 3                                    |                        |   |                                        |                                        |
|  | Ukraine                                            | 2                                    |                        |   |                                        |                                        |
|  | Ukraine                                            | 2                                    |                        |   |                                        |                                        |

## Classement final
| Place              | Équipe    |
| ------------------ | --------- |
| Médaille d'or      | Italie    |
| Médaille d'argent  | Russie    |
| Médaille de bronze | Slovaquie |
| 4                  | Ukraine   |
| 5                  | Lettonie  |
| 6                  | Pologne   |
| 7                  | Bulgarie  |
| 8                  | Espagne   |